# Pandemia de COVID-19 în Gibraltar
Pandemia de coronavirus COVID-19 din Gibraltar a fost confirmată prima dată la 4 martie 2020 la un imigrant venit din nordul Italiei care a trebuit să intre în autoizolare. Primul deces a apărut la 11 noiembrie 2020.
În martie 2021, Gibraltar a fost prima țară din lume care și-a vaccinat întreaga populație adultă. Peste 118% din populația Gibraltarului este complet vaccinată împotriva Covid-19. Gibraltarul a înregistrat o medie de 56 de cazuri noi pe zi în noiembrie 2021, în creștere de la mai puțin de 10 pe zi, în septembrie 2021.

## Legături externe
Gibraltar Health Authority Arhivat în 23 martie 2020, la Wayback Machine.